# Лангенбернсдорф
Лангенбернсдорф (нім. Langenbernsdorf) — громада в Німеччині, розташована в землі Саксонія. Входить до складу району Цвікау.
Площа — 36,37 км2. Населення становить 3548 ос. (станом на 31 грудня 2020).

## Географії

### Сусідні міста та громади
Лангенбернсдорф межує з 5 містами / громадами:
- Цвікау
- Нойкірхен
- Вердау
- Кріммічау
- Зелінгштедт

## Галерея

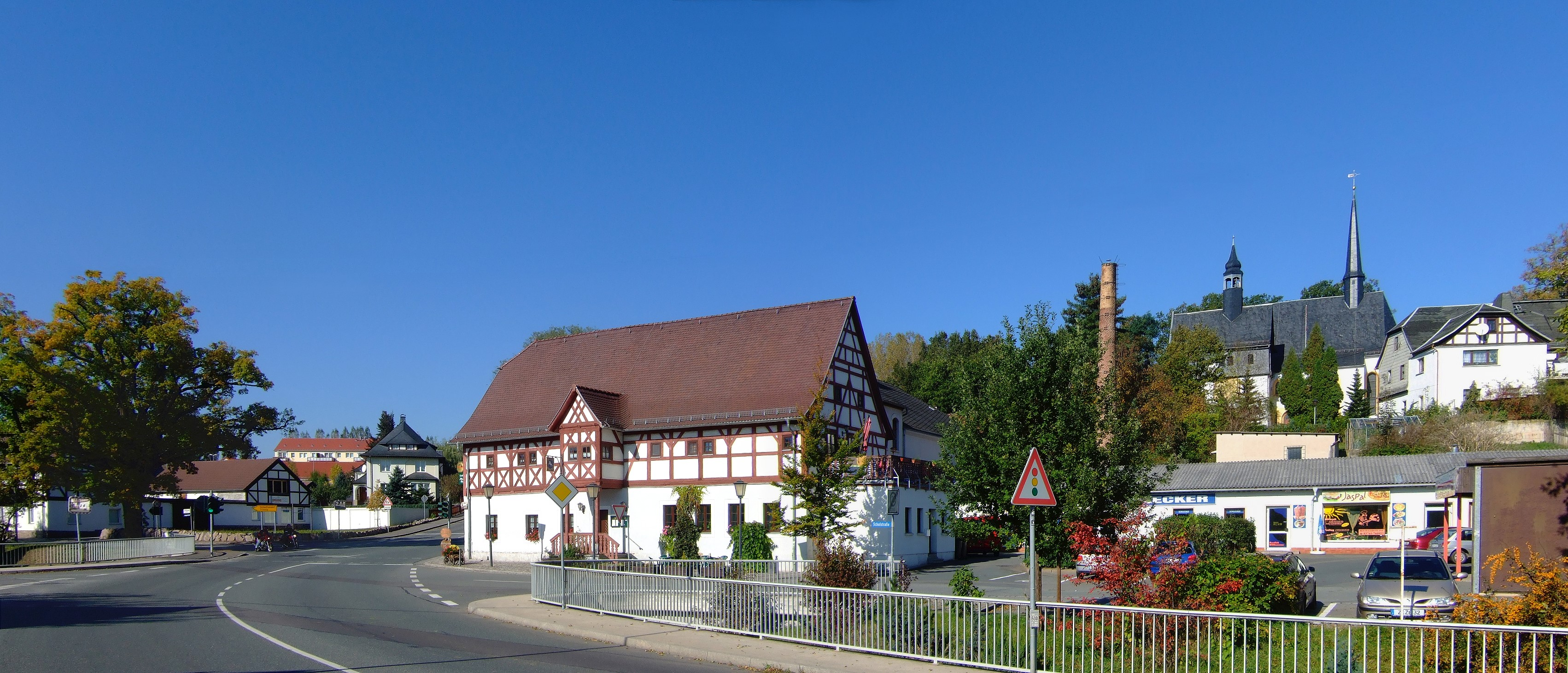
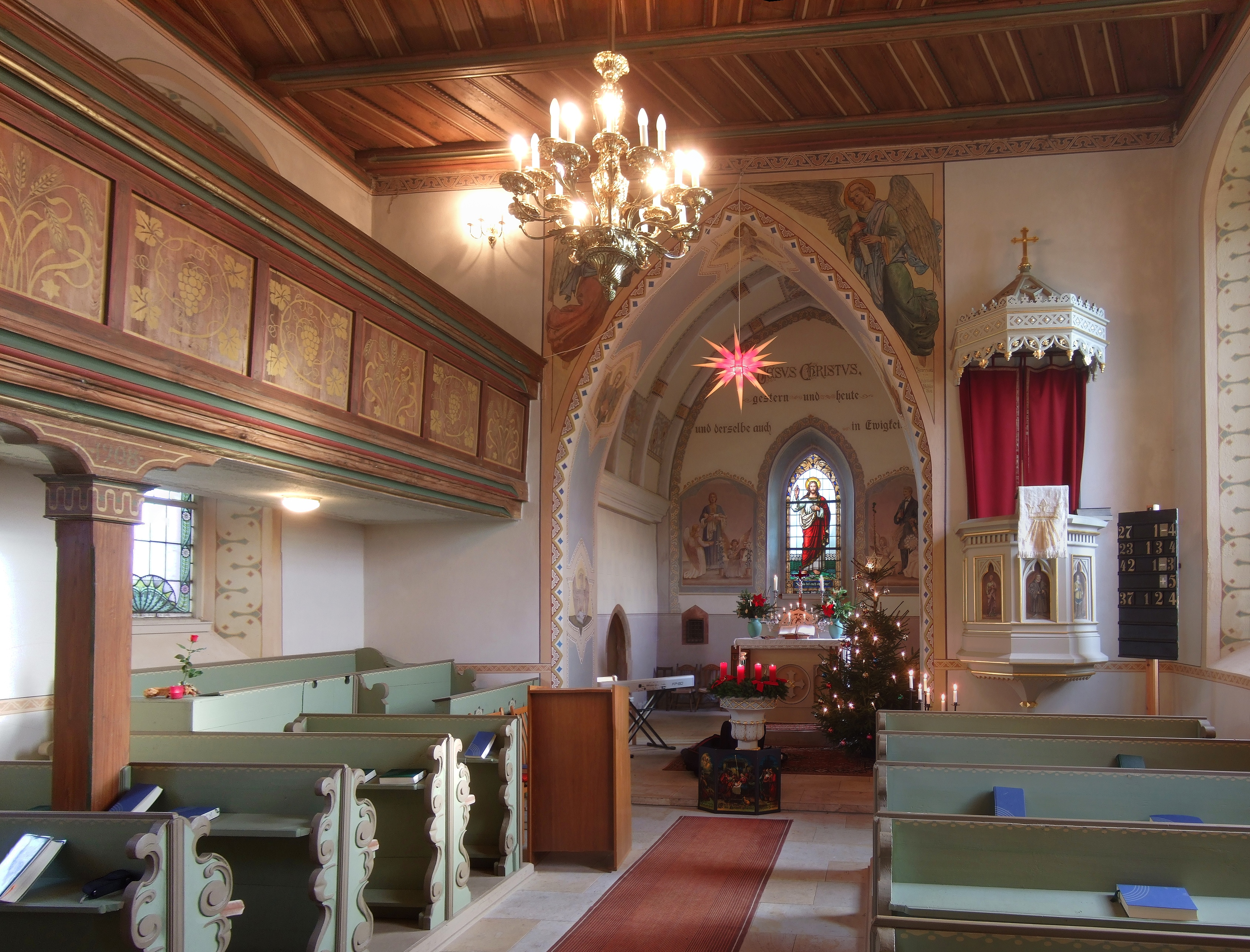
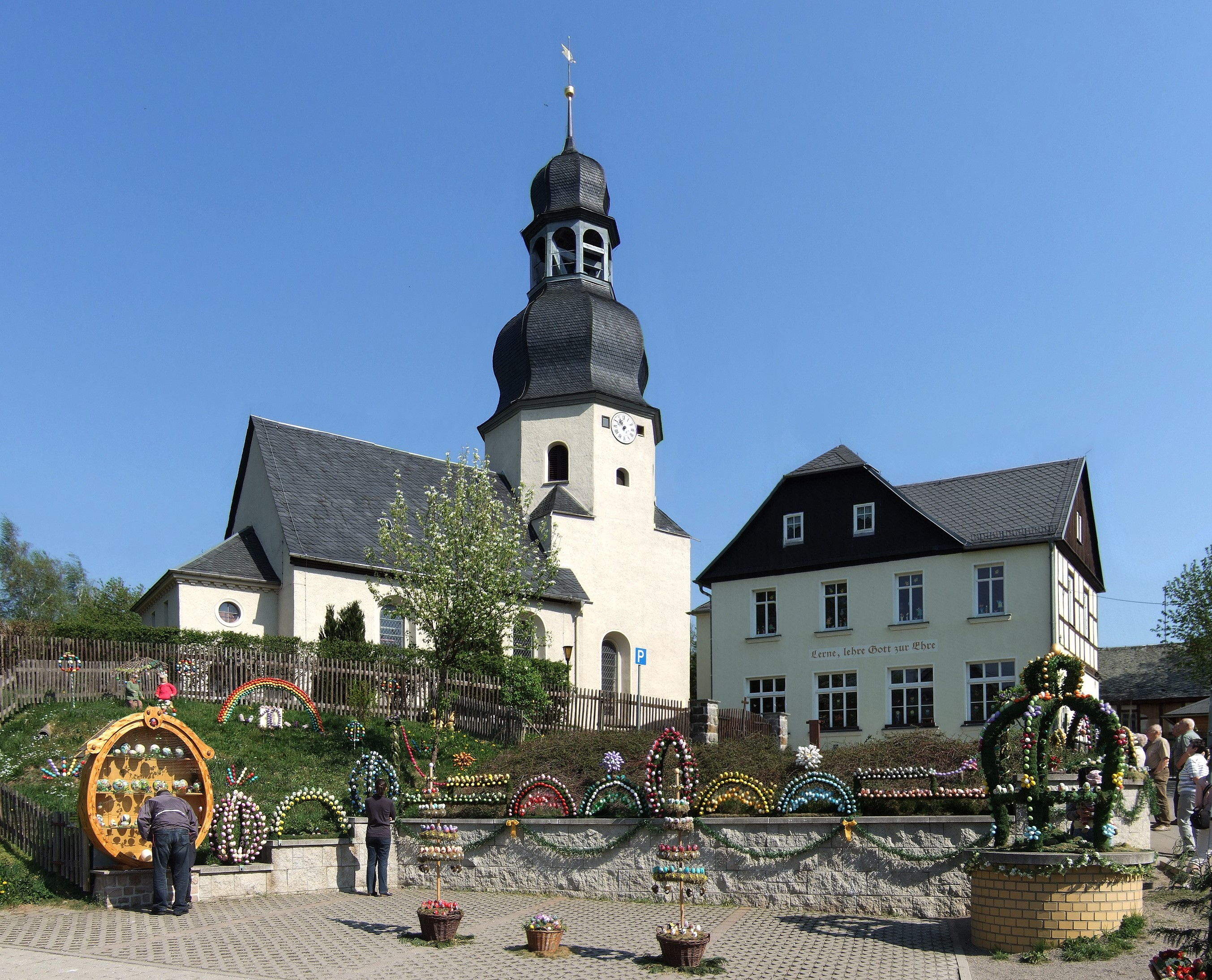